# Microcorthylus
Microcorthylus är ett släkte av skalbaggar. Microcorthylus ingår i familjen vivlar.

## Dottertaxa tillMicrocorthylus, i alfabetisk ordning[1]
- Microcorthylus abruptus
- Microcorthylus antiquarius
- Microcorthylus bicolor
- Microcorthylus brevis
- Microcorthylus castaneus
- Microcorthylus concisus
- Microcorthylus contractus
- Microcorthylus costaricensis
- Microcorthylus curtus
- Microcorthylus debilis
- Microcorthylus demissus
- Microcorthylus desum
- Microcorthylus dilutus
- Microcorthylus diversus
- Microcorthylus glabratus
- Microcorthylus grandiclavatus
- Microcorthylus hostilis
- Microcorthylus inermis
- Microcorthylus invalidus
- Microcorthylus lassus
- Microcorthylus mexicanus
- Microcorthylus minimus
- Microcorthylus minutissimus
- Microcorthylus obscurus
- Microcorthylus ocularis
- Microcorthylus pallidus
- Microcorthylus parvulus
- Microcorthylus porrectus
- Microcorthylus puerulus
- Microcorthylus pumilus
- Microcorthylus pusillus
- Microcorthylus rufotestaceus
- Microcorthylus subopacus
- Microcorthylus suggrandis
- Microcorthylus umbratus
- Microcorthylus vescus
- Microcorthylus vicinus